# Daniel Renard

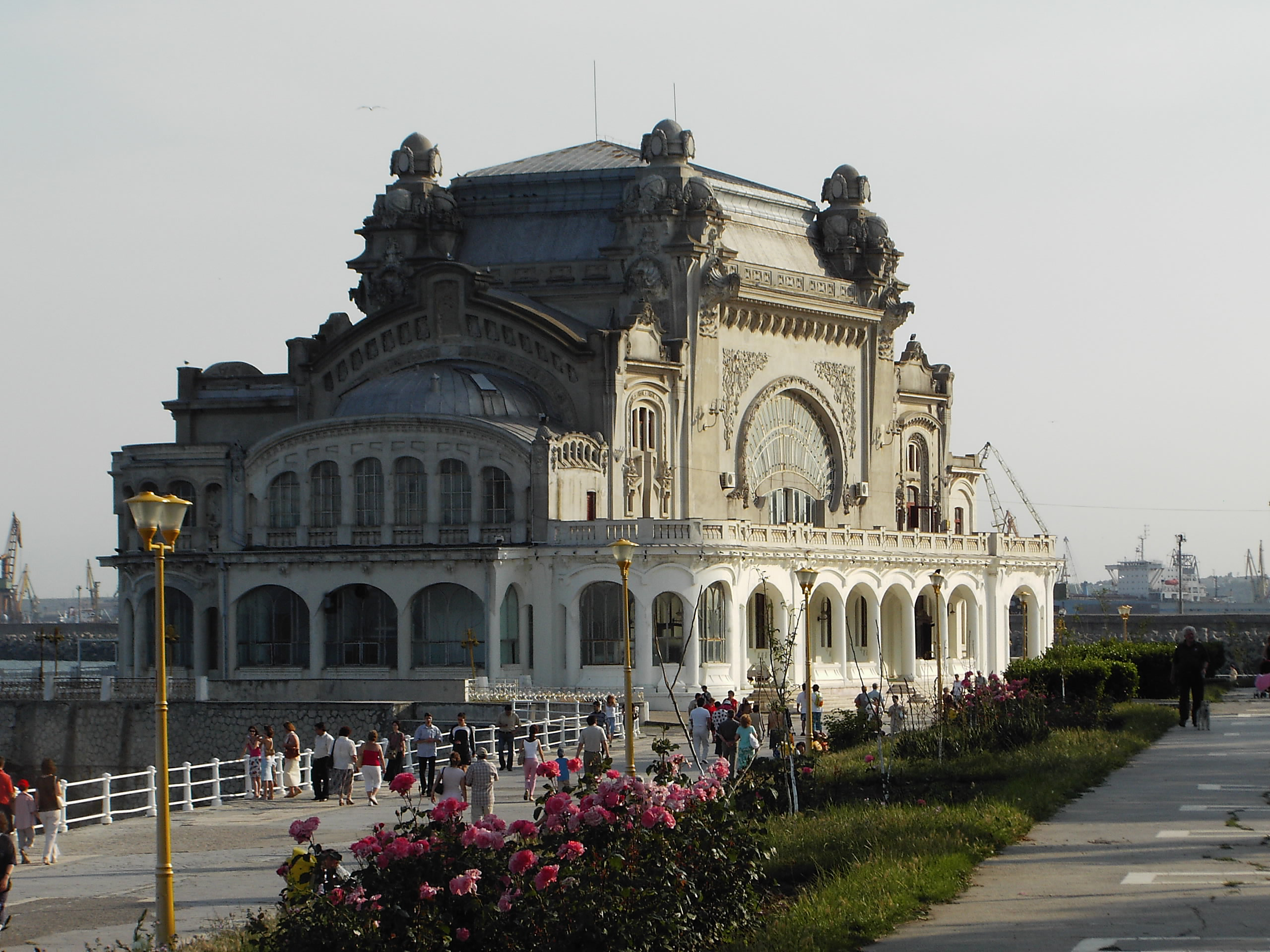
Cazinoul din Constanța

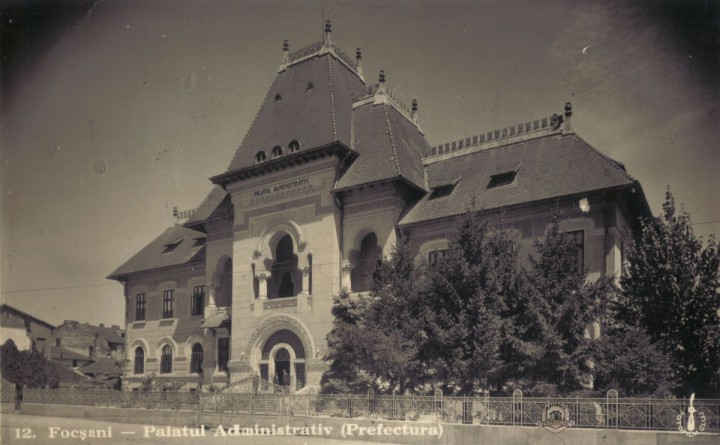
Clădirea Prefecturii județului interbelic Putna, în stil tradițional (1913-1926)

Daniel Renard (n. 24 martie 1871, Dragomirești, România – d. 1954) a fost un arhitect român, reprezentant al stilului Art Nouveau în România. 

## Biografie
Renard s-a născut în 1871 in Dragomiresti, Romania, mama era româncă (Petra Ionescu) și tatăl elvețian (Prosper Renard).
A absolvit École nationale supérieure des beaux-arts din Paris în atelierul lui Julien Guadet, obținând, diploma de arhitect, în 1900.
În perioadele 1916-1921 și 1928-1935 a făcut parte din Comitetul Societății Arhitecților Români (SAR).
La Constanța a locuit pe strada Romană, actuală Revoluției, nr. 10. Spre sfârșitul lucrărilor de la Cazinoul din Cosntanța, Renard se mută la București.
După Primul Război Mondial, este pentru o perioadă arhitectul serviciului tehnic al Ministerului Domeniilor, iar între 1922 si 1927 este activ în Franța, unde proiectează câteva imobile (în conformitate cu datele din Tabelul Arhitecților Români, Daniel Renard se afla la Paris în anul 1926).

## Cazinoul din Constanța
Primarul liberal Cristea Georgescu a încheiat, la data de 23 iulie 1903, un contract cu arhitectul Daniel Renard pentru proiectarea noului Cazinou, ca urmare a unor decizii ale Consiliului Comunal.
Renard este înlăturat în momentul în care au venit conservatorii la putere, în anul 1905. De proiectarea Cazinoului s-a ocupat apoi arhitectul Petre Antonescu, care, la rândul său, a fost înlăturat.
Revenirea liberalilor la putere, între 1907 și 1908, face ca Renard să-și reimpună proiectul său, realizat stilul Art Nouveau. Fundațiile Cazinoului au fost modificate de trei ori. A fost cel mai mare edificiu de acest fel de pe teritoriul României.
La 21 decembrie 1909, inginerul Elie Radu și arhitecții Ion Mincu si Dimitrie Maimarolu au fost solicitați pentru a se pronunța în legătură cu Proiectul Renard relansat. Fără a modifica nimic esențial la designul exterior al clădirii, acești specialiști de prestigiu ai timpului au adus doar sugestii de completare, decorare și compartimentare al interiorului, de care s-a ținut cont, pentru ca, în sfârșit, Cazinoul să fie terminat și apoi inaugurat la data de 15 august 1910.

## Opere
- Cazinoul din Constanta (1910)
- Pavilionul-Restaurant din fața Cazinoului din Constanța, actualul Acvariu (1912)
- Hotel Regina (astăzi Hotel Intim), Constanța
- Hala Pieței Unirii (bombardată în 1941), Constanța
- Abator (demolat in perioada interbelica), Constanța
- Complexul Administrativ de lânga Gara Veche (Prefectura, Palatul Regal si Tribunalul), Constanța
- Casa Logaridi din Piața Ovidiu (astazi disparuta), Constanța
- Vechiul spital din Medgidia
- Biserica din Hârșova
- A colaborat si la proiectarea Hotelului Palace din Constanța (1910)
- Clădirea Prefecturii județului interbelic Putna, Focsani (1913)
- Hotelul Athenee Palace din Bucuresti (în vechea formă, în stilul Art Nouveau) (1914)
- Decorul interior al bibliotecii din Casa Micescu (1931-1932)